# Isle of Man
Isle of Man er en ø i det Irske Hav. Øen er en kronbesiddelse under den britiske krone, men er selvstyrende.
Udover engelsk er det keltiske sprog manx som det eneste sted i verden officielt sprog på øen.
Økonomien er drevet af online gambling, forsikring, informationsteknologi og bankvæsen.

## Geografi
Isle of Man er en af De britiske Øer og ligger i det Irske Hav med ca. samme afstand fra England, Irland, Skotland og Wales. På grund af dens beliggenhed har øen et fugtigt havklima med mild vinter og kølig sommer.
Den 572 km² store ø er overvejende bakket. Det højeste punkt er det 621 meter høje Snaefell. Den yderste nordlige del er flad og er opstået ved aflejring af sedimenter. Med en udstrækning på 52 km gange 22 km besidder øen en kystlængde på 160 km. Den længste flod, Sulby, har en længde på 17 km. Sydvest for Isle of Man ligger den 2,6 km² store ø Calf of Man.
Øen er på størrelse med Bornholm.
Hele øen og farvandene omkring blev i 2016 udpeget til biosfærereservat under UNESCOs Menneske og biosfære-programmet.

## Historie
Mennesker fra Britannien og Irland begyndte at sejle til Isle of Man omkring 8000 f.Kr. og bosætte sig. De første levede i små huse, der lignede skjolde, og de levede af jagt, fiskeri og bærplukning. De brugte små redskaber lavet af flint eller ben, der er blevet fundet på strandbredden. Disse fundne eksemplarer ligger nu på Manx Museum.

### Yngre stenalder
I yngre stenalder kom landbruget sammen med bedre sten- og benredskaber og potter. Det var i den periode, at megalitmonumenter rejstes på øen. De største fra perioden er 'Cashtal yn Ard' nær Maughold, 'King Orry's Grave' i Laxey, 'Meayll Circle' nær Cregneash og 'Ballaharra' Stones i St. John's. Megalitkulturen var dog ikke enerådende. Der fandtes også den lokale Ronaldsway-kultur og Bann-kulturen.

### Bronzealderen
I bronzealderen blev der rejst gravhøje, og mange megalitgrave blev ødelagt.
The Braaid findes i det centrale af Isle of Man med efterligninger af datidens nordiske rundhuse og langhuse fra ca. 650 – 950 f.Kr. Der findes to rundhuse og et langhus.

### Jernalderen
Med jernalderen begynder den keltiske storhedstid. Store forter ligger på bakketoppene, og mindre forter findes ved strandbreddens klipper. Omkring 700 f.Kr. kom der immigranter fra Irland, som bosatte sig og ændrede samfundet. Samtidig ændredes sproget. Manx-gælisk minder meget om irsk- og skotsk-gælisk.

### Norgesvældet
Vikingernes bosættelse på Isle of Man begyndte i slutningen af det 8. århundrede. De rejste runesten. Vikingerne stiftede i år 979 e.Kr. Tynwald, måske det ældste parlament i verden. En dag midt i juli mødtes folk fra øerne og diskuterede love og løste konflikter. Dagen er nu nationaldag. Vikingedømmet på Isle of Man oprettedes af Godred Crovan i 1079 efter krigen om Skyhill. Da vikingerne under Norgesvældet herskede over Isle of Man, blev øen kaldt Sudreys, Sydøerne, og Orkney- og Shetlandsøerne blev kaldt Norðreyjar, Nordøerne.
I 1266 overlod Norges kong Magnus øerne til Skotland som gave. Isle of Man kom under engelsk kontrol i det 14. århundrede.

## Transport
Der er ingen hastighedsgrænse for bilkørsel på Isle of Man. Den eneste kommercielle lufthavn på øen er i Ronaldsway.

## Sprog
Det officielle sprog i Isle of Man er engelsk, men manx-gælisk har også haft en officiel status siden 1985. Manx har traditionelt været talt på øen, men er nu betragtet som "kritisk truet".
Manx er et keltisk sprog og er ét af en række ø-keltiske sprog, der tales på de britiske øer. Manx er blevet officielt anerkendt som et legitimt autoktont regionalt sprog under den europæiske pagt om regionale sprog eller mindretalssprog, ratificeret af Storbritannien den 27. marts 2001 på vegne af Isle of Mans regering.
Manx er nært beslægtet med irsk og skotsk gælisk.
På manx kan hilsnerne moghrey mie og fastyr mie, som henholdsvis betyder godmorgen og god eftermiddag, høres. Ligesom med irsk og skotsk gælisk, omtales eftermiddag og aften med ét ord. Et andet begreb, der anvendes på manx, er traa dy liooar, hvilket betyder tid nok og repræsenterer en stereotyp opfattelse af Manx' holdning til livet.